# Lista över biskopar i Härnösands stift
Detta är en lista över superintendenter och biskopar i Härnösands stift.

## Superintendenter och biskopar i Härnösands stift

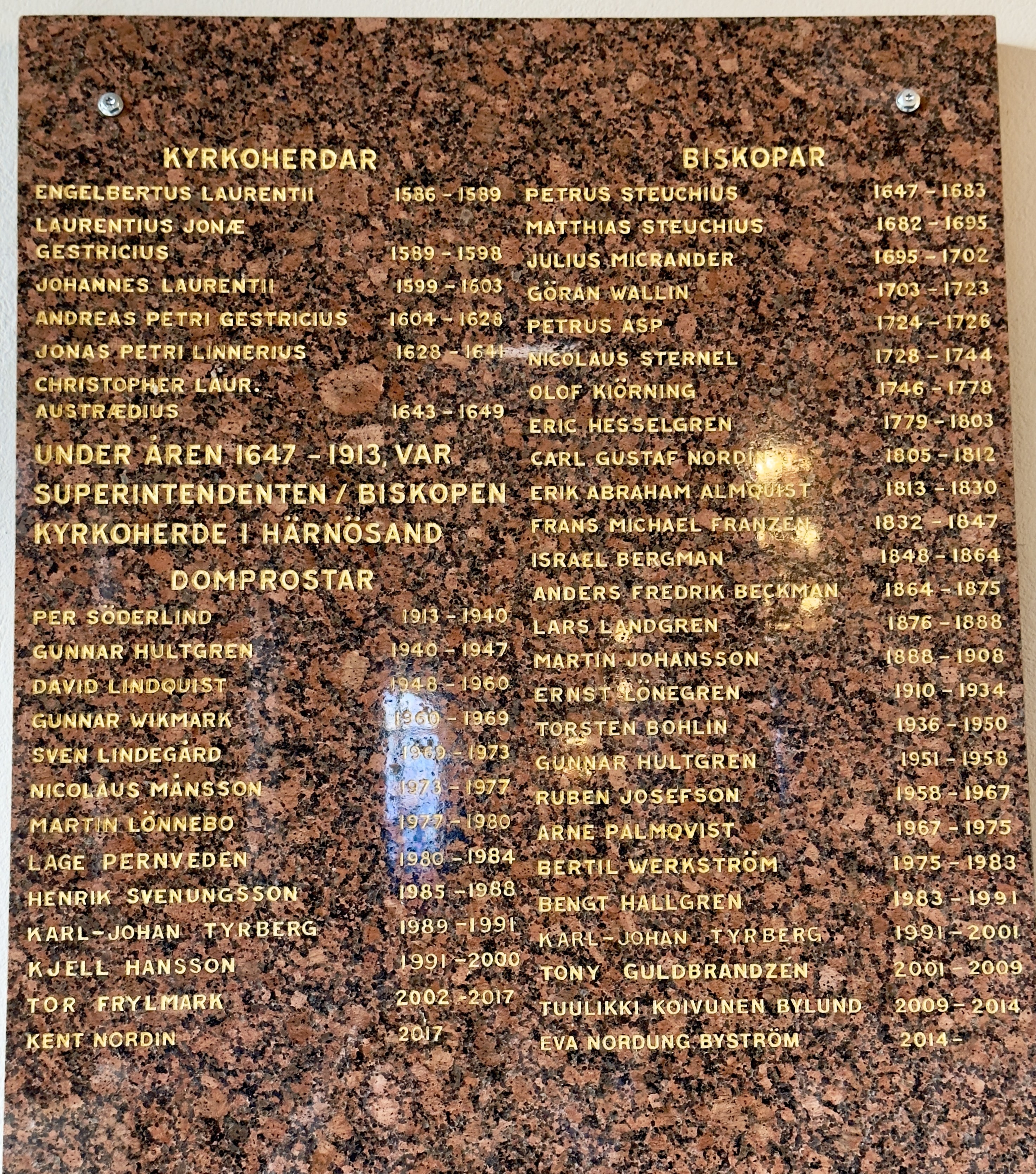
Lista över biskopar och kyrkoherdar i Härnösands domkyrka.

| År               | Namn                     | Bild |
| ---------------- | ------------------------ | ---- |
| 1647–1683        | Petrus Erici Steuchius   |      |
| 1683–1695        | Mattias Steuchius        |      |
| 1695–1702        | Julius Erici Micrander   |      |
| 1703–1723        | Georgius Nicolai Wallin  |      |
| 1723–1726        | Petrus Jonæ Asp          |      |
| 1728–1744        | Nicolaus Sternell        |      |
| 1746–1778        | Olof Kiörning            |      |
| 1779–1803        | Eric Hesselgren          |      |
| 1805–1812        | Carl Gustaf Nordin       |      |
| 1814–1830        | Erik Abraham Almquist    |      |
| 1832–1847        | Frans Michael Franzén    |      |
| 1848–1864        | Israel Bergman           |      |
| 1865–1875        | Anders Fredrik Beckman   |      |
| 1876–1888        | Lars Landgren            |      |
| 1888–1908        | Martin Johansson         |      |
| 1910–1934        | Ernst Frithiof Lönegren  |      |
| 1935–1950        | Torsten Bohlin           |      |
| 1951–1958        | Gunnar Hultgren          |      |
| 1958–1967        | Ruben Josefson           |      |
| 1967–1975        | Arne Palmqvist           |      |
| 1975–1983        | Bertil Werkström         |      |
| 1983–1991        | Bengt G. Hallgren        |      |
| 1991–2001        | Karl-Johan Tyrberg       |      |
| 2001–2009        | Tony Guldbrandzén        |      |
| 2009–2014        | Tuulikki Koivunen Bylund |      |
| 2014–2024        | Eva Nordung Byström      |      |
| 2024–(nuvarande) | Teresia Boström          |      |